# تشيلمسفورد (ماساتشوستس)
تشيلمسفورد (بالإنجليزية: Chelmsford, Massachusetts)‏ هي منطقة سكنية تقع في الولايات المتحدة في مقاطعة ميدلسيكس (ماساشوستس). يقدر عدد سكانها بـ 33,802 نسمة ومساحتها 60.0 كم2 ووترتفع عن سطح البحر 75 متر.

## أعلام
- جون فارمر
- فيل أوكوان
- جون غالين هوارد
- بنيامين بيرس
- دان كوران